# Hugh F. T. Hoffman
Hugh French Thomason Hoffman (* 27. November 1896 in Van Buren, Crawford County, Arkansas; † 19. April 1951 in Boston, Massachusetts) war ein Generalmajor der United States Army. Er war unter anderem Kommandeur der 1. Kavalleriedivision.
Im Juni 1919 absolvierte Hoffman die United States Military Academy in West Point. Nach seiner Graduation wurde er als Leutnant in das Offizierskorps des US-Heeres aufgenommen. In der Armee durchlief er anschließend alle Offiziersränge vom Leutnant bis zum Zwei-Sterne-General.
Im Lauf seiner militärischen Karriere absolvierte er verschiedene Kurse und Schulungen. Dazu gehörten unter anderem die US Army Cavalry School in Fort Riley in Kansas und das Command and General Staff College in Fort Leavenworth ebenfalls in Kansas.
In seinen jüngeren Jahren absolvierte er den für Offiziere in den niederen Rangstufen üblichen Dienst in unterschiedlichen Einheiten und Standorten. Dazu gehörten auch Aufgaben als Stabsoffizier in verschiedenen Hauptquartieren. Nach seinem Studium an der Command & General Staff School (Oktober bis Dezember 1941) erhielt er das Kommando über das 5. Kavallerieregiment (Panzer). Fast gleichzeitig kam es nach dem japanischen Angriff auf Pearl Harbor zum amerikanischen Eintritt in den Zweiten Weltkrieg. Hofmanns Regiment unterstand der 1. Kavalleriedivision und wurde wie alle Einheiten der Division in den Vereinigten Staaten auf einen Kriegseinsatz vorbereitet. Ab dem Jahr 1943 nahm die Division und mit ihr auch das 5. Kavallerieregiment an den Kämpfen auf dem asiatisch-pazifischen Kriegsschauplatz teil.
Hugh Hoffman behielt sein Kommando über das 5. Kavallerieregiment bis zum Jahr 1944. Danach erhielt er den Oberbefehl über die ebenfalls der 1. Kavalleriedivision unterstehende 2. Kavalleriebrigade. Dieses Kommando behielt er bis zum Februar 1945. In dieser Zeit war er an den Kämpfen zur Rückeroberung der Philippinen beteiligt. Im Februar 1945 wurde er zum Kommandeur der gesamten 1. Kavalleriedivision ernannt. Dieses Amt bekleidete er bis zum Juli 1945. In dieser Zeit wurde die Rückeroberung der Philippinen fortgesetzt.
Nach seiner Zeit als Divisionskommandeur übernahm Hugh Hoffman wieder das Kommando über die 2. Kavalleriebrigade (in anderen Quellen wird die 1. Kavalleriebrigade angegeben). In jedem Fall war er mit dieser Einheit bis 1949 in Japan als Teil der amerikanischen Besatzungstruppen stationiert. Im Februar 1949 wurde er Stabschef der 4. Armee. Dieses Amt hatte er bis zum 31. Mai 1950 inne. Über seine nächste Verwendung ist nichts überliefert. Er erkrankte jedoch bald und starb am 19. April 1951 in Boston. Der mit Winifred Gurney (1906–1975) verheiratete Offizier fand seine letzte Ruhestätte auf dem Friedhof der Militärakademie in West Point.
Über seinen Dienstgrad sind sich die Quellen uneinig. Er wird manchmal als Brigadegeneral und manchmal als Generalmajor bezeichnet. Dieser Artikel folgt den Angaben auf seinem Grabstein, wonach er den Rang eines Generalmajors innehatte. Der Grabstein vermerkt auch seine Graduation an der Militärakademie in West Point im Juni 1919.

## Orden und Auszeichnungen
Hugh Hoffman erhielt im Lauf seiner militärischen Laufbahn unter anderem folgende Auszeichnungen:
- Army Distinguished Service Medal
- Silver Star
- Legion of Merit
- Soldier’s Medal
- National Defense Service Medal
- Army of Occupation Medal
- Bronze Star Medal
- Air Medal
- Asiatic/Pacific Campaign Medal
- World War II Victory Medal